# Zalagyömörő
Zalagyömörő község Veszprém vármegyében, a Sümegi járásban. Területe korábban, Szent István magyar király korától egészen az 1950-es megyerendezésig Zala vármegyéhez tartozott.

## Fekvése
Sümeg vonzáskörzetében, a város északnyugati szomszédságában fekszik. A további közvetlenül határos települések: észak felől Ukk, kelet felől Csabrendek, délnyugat felől Kisvásárhely, nyugat felől pedig Gógánfa.

### Megközelítése
Közigazgatási területét dél-északi irányban átszeli a Balaton térségét Sopron környékével összekötő 84-es főút, így ez a legfontosabb közúti megközelítési útvonala. A főút a lakott területének keleti széle mellett halad el, központján csak a 7329-es út húzódik végig.
A hazai vasútvonalak közül a Balatonszentgyörgy–Tapolca–Ukk-vasútvonal érinti, melynek egy megállója van a határai között; Zalagyömörő megállóhely a belterület délnyugati széle mellett helyezkedik el, közúti elérését a 7329-es útból kiágazó 73 332-es számú mellékút (települési nevén Kisfaludy Sándor utca) biztosítja.

## Története
Zalagyömörő nevét 1423-ban említette először oklevél Vggyemerew (Ukkgyömörő) néven. 1424-ben Gemere, 1480-ban Gyemerew néven írták.
A török hódoltság alatt sem néptelenedett el, ekkor kisnemesek lakták. 1720-ban is nemesi kiváltságokat élvezett egészen 1848-ig, a jobbágyfelszabadításig.
1910-ben 1053 lakosából 1052 magyar volt. Ebből 1034 római katolikus, 19 izraelita volt. A 20. század elején Zala vármegye Sümegi járásához tartozott. Az 1950-es megyerendezés óta tartozik Veszprém megyéhez.

## Közélete

### Polgármesterei
- 1990–1994: Tóth András (független)[3]
- 1994–1998: Tóth András (független)[4]
- 1998–2002: Tóth András (független)[5]
- 2002–2006: Tóth András (független)[6]
- 2006–2010: Tóth András (független)[7]
- 2010–2014: Illés László (független)[8]
- 2014–2018: Illés László (független)[9]
- 2018–2019: Vass Géza (független)[10]
- 2019–2022: Vass Géza (független)[11]
- 2022–2024: Márkus Roland Imre (független)[12]
- 2024– : Márkus Roland Imre (független)[1]

A településen 2018. december 16-án időközi polgármester-választást tartottak, az előző polgármester halála miatt.
A 2019-ben megválasztott polgármester 2022. május 6-án elhunyt, ezért ismét időközi polgármester-választást kellett tartani a községben 2022. július 24-én.

## Népesség
A település népességének változása:
| Lakosok száma | 445  | 448  | 450  | 426  | 415  | 428  | 414  |
|               | 2013 | 2014 | 2015 | 2021 | 2022 | 2023 | 2024 |

A 2011-es népszámlálás során a lakosok 90,1%-a magyarnak, 0,7% cigánynak, 0,2% németnek, 0,2% románnak mondta magát (9,9% nem nyilatkozott; a kettős identitások miatt a végösszeg nagyobb lehet 100%-nál). A vallási megoszlás a következő volt: római katolikus 81,1%, református 2,5%, evangélikus 0,2%, felekezeten kívüli 3,2% (12,7% nem nyilatkozott).
2022-ben a lakosság 92,3%-a vallotta magát magyarnak, 1,7% németnek, 0,7% cigánynak, 0,2% ukránnak, 2,4% egyéb, nem hazai nemzetiségűnek (6% nem nyilatkozott; a kettős identitások miatt a végösszeg nagyobb lehet 100%-nál). Vallásuk szerint 61,2% volt római katolikus, 3,4% református, 0,2% görög katolikus, 1,9% egyéb keresztény, 1,4% egyéb katolikus, 7,2% felekezeten kívüli (24,6% nem válaszolt).

## Nevezetességei
- Római katolikus templom. Épült 1788-ban.
- Gondolat tó (2005-ben újították fel)
- Óvoda